# Rally México de 2014
El Rally México de 2014, oficialmente 11º Rally Guanajuato México, fue la tercera ronda de la temporada 2014 del Campeonato Mundial de Rally. Se celebró del 6 al 9 de marzo y contó con un itinerario de veintidós tramos sobre tierra con un total de 401,77 km cronometrados. Fue también la tercera ronda de los campeonatos WRC 2 y WRC 3. La lista de inscritos estaba formada por veintinueve pilotos entre los que destacaban los pertenecientes a los equipos registrados en el campeonato de constructores: Citroën (Kris Meeke y Mads Ostberg), Volkswagen (Sébastien Ogier y Jari-Matti Latvala), Volkswagen II (Andreas Mikkelsen), M-Sport (Mikko Hirvonen y Elfyn Evans), Hyundai (Thierry Neuville y Chris Atkinson), Jipocar Czech National Team (Martin Prokop) y RK M-Sport (Robert Kubica). Nueve pilotos se inscribieron en el campeonato WRC 2 mientras que en el WRC 3 ninguno.
Inicialmente la prueba contaba con veintiún tramos, pero días antes de su celebración la organizadores modificaron el recorrido para ajustarse a la retransmisión en directo por televisión de uno de los tramos. El décimo quinto, Otatitos, se dividió en dos, siendo la segunda mitad la parte que fue emitida.

## Itinerario
| Día   | Tramo | Nombre                          | Distancia | Hora  | Ganador            | Tiempo  | Vel. media | Líder rally     |
| ----- | ----- | ------------------------------- | --------- | ----- | ------------------ | ------- | ---------- | --------------- |
| Día 1 | SS1   | Monster Street Stage Guanajuato | 1,9 km    | 20:09 | Sébastien Ogier    | 0:52.9  | 68,7 km/h  | Sébastien Ogier |
| Día 2 | SS2   | Los Mexicanos 1                 | 9,40 km   | 08:38 | Sébastien Ogier    | 7:40.2  | 77,3 km/h  | Sébastien Ogier |
| Día 2 | SS3   | El Chocolate 1                  | 44,03 km  | 09:11 | Mads Ostberg       | 30:04.8 | 87,8 km/h  | Mads Ostberg    |
| Día 2 | SS4   | Las Minas 1                     | 15,70 km  | 10:14 | Mads Ostberg       | 11:18.2 | 82,4 km/h  | Mads Ostberg    |
| Día 2 | SS5   | Parque Bicentenario 1           | 2,60 km   | 11:07 | Sébastien Ogier    | 2:23.3  | 65,3 km/h  | Mads Ostberg    |
| Día 2 | SS6   | Los Mexicanos 2                 | 9,40 km   | 14:20 | Sébastien Ogier    | 7:33.7  | 78,4 km/h  | Mads Ostberg    |
| Día 2 | SS7   | El Chocolate 2                  | 44,03 km  | 14:53 | Sébastien Ogier    | 29:29.0 | 89,6 km/h  | Sébastien Ogier |
| Día 2 | SS8   | Las Minas 2                     | 15,70 km  | 15:56 | Sébastien Ogier    | 11:06.1 | 84,3 km/h  | Sébastien Ogier |
| Día 2 | SS9   | Parque Bicentenario 2           | 2,60 km   | 16:49 | Jari-Matti Latvala | 2:22.2  | 65,8 km/h  | Sébastien Ogier |
| Día 2 | SS10  | Super Special Stage 1           | 2,21 km   | 17:49 | Sébastien Ogier    | 1:42.1  | 77,9 km/h  | Sébastien Ogier |
| Día 2 | SS11  | Super Special Stage 2           | 2,21 km   | 17:54 | Mads Ostberg       | 1:42.5  | 77,6 km/h  | Sébastien Ogier |
| Día 3 | SS12  | Ibarrilla 1                     | 30,43 km  | 09:28 | Sébastien Ogier    | 17:44.3 | 102,6 km/h | Sébastien Ogier |
| Día 3 | SS13  | Otates 1                        | 53,69 km  | 10:46 | Sébastien Ogier    | 36:40.1 | 87,9 km/h  | Sébastien Ogier |
| Día 3 | SS14  | Ibarrilla 2                     | 30,43 km  | 14:24 | Sébastien Ogier    | 17:30.0 | 104,0 km/h | Sébastien Ogier |
| Día 3 | SS15  | Otatitos 2                      | 43,06 km  | 15:37 | Sébastien Ogier    | 30:19.8 | 85,2 km/h  | Sébastien Ogier |
| Día 3 | SS16  | El Brinco 1 (Live TV)           | 8,25 km   | 17:08 | Sébastien Ogier    | 4:40.2  | 106,0 km/h | Sébastien Ogier |
| Día 3 | SS17  | Super Special Stage 3           | 2,21 km   | 18:08 | Jari-Matti Latvala | 1:40.0  | 79,6 km/h  | Sébastien Ogier |
| Día 3 | SS18  | Super Special Stage 4           | 2,21 km   | 18:13 | Kris Meeke         | 1:41.2  | 78,6 km/h  | Sébastien Ogier |
| Día 4 | SS19  | Super Special Stage 5           | 4,42 km   | 08:55 | Sébastien Ogier    | 3:22.0  | 78,8 km/h  | Sébastien Ogier |
| Día 4 | SS20  | Guanajuatito                    | 55,92 km  | 09:58 | Mads Ostberg       | 35:45.8 | 93,8 km/h  | Sébastien Ogier |
| Día 4 | SS21  | Derramadero                     | 11,63 km  | 11:21 | Mads Ostberg       | 7:07.5  | 97,9 km/h  | Sébastien Ogier |
| Día 4 | SS22  | El Brinco 2 Power Stage         | 8,25 km   | 12:08 | Sébastien Ogier    | 4:34.2  | 108,3 km/h | Sébastien Ogier |

## Clasificación final
| 1       | Sébastien Ogier      | Julien Ingrassia  | Volkswagen Polo R WRC   | 4:27:41.8 | 0.0      | 25 |
| 2       | Jari-Matti Latvala   | Miikka Anttila    | Volkswagen Polo R WRC   | 4:28:54.4 | +1:12.6  | 20 |
| 3       | Thierry Neuville     | Nicolas Gilsoul   | Hyundai i20 WRC         | 4:33:10.4 | +5:28.6  | 15 |
| 4       | Elfyn Evans          | Daniel Barritt    | Ford Fiesta RS WRC      | 4:34:31.1 | +6:49.3  | 12 |
| 5       | Martin Prokop        | Jan Tománek       | Ford Fiesta RS WRC      | 4:37:36.2 | +9:54.4  | 10 |
| 6       | Benito Guerra        | Borja Rozada      | Ford Fiesta RS WRC      | 4:40:39.4 | +12:57.6 | 8  |
| 7       | Chris Atkinson       | Stéphane Prévot   | Hyundai i20 WRC         | 4:43:13.3 | +15:31.5 | 6  |
| 8       | Mikko Hirvonen       | Jarmo Lehtinen    | Ford Fiesta RS WRC      | 4:44:48.6 | +17:06.8 | 5  |
| 9       | Mads Østberg         | Jonas Andersson   | Citroën DS3 WRC         | 4:53:20.3 | +25:38.5 | 2  |
| 10      | Yuriy Protasov       | Pavlo Cherepin    | Ford Fiesta R5          | 4:56:02.9 | +28:21.1 | 1  |
| WRC 2   |                      |                   |                         |           |          |    |
| 1 (10.) | Yuriy Protasov       | Pavlo Cherepin    | Ford Fiesta R5          | 4:56:02.9 | 0.0      | 25 |
| 2 (13.) | Lorenzo Bertelli     | Mitia Dotta       | Ford Fiesta RRC         | 5:19:43.9 | +23:41.0 | 18 |
| 3 (14.) | Massimiliano Rendina | Mario Pizzuti     | Mitsubishi Lancer EVO X | 5:19:49.8 | +23:46.9 | 15 |
| 4 (15.) | Ott Tänak            | Raigo Mölder      | Ford Fiesta R5          | 5:22:19.2 | +26:16.3 | 12 |
| 5 (17.) | Gianluca Linari      | Nicola Arena      | Subaru Impreza STi N15  | 5:23:38.8 | +27:35.9 | 10 |
| 6 (18.) | Nicolás Fuchs        | Fernando Mussano  | Ford Fiesta RRC         | 5:25:27.0 | +29:24.1 | 8  |
| 7 (21.) | Augusto Bestard      | Fernando Mendonca | Mitsubishi Lancer EVO X | 5:52:33.7 | +56:30.8 | 6  |